# Areva Wind
Areva Wind es una filial 100% de Areva, una compañía nuclear multinacional francesa. La compañía diseña, ensambla e instala turbinas de viento o aerogeneradores de 5 megavatios para instalaciones costeras. Cada turbina puede producir electricidad para 4,000 o 5,000 casas. Areva también diseña el rotor y las aspas de los molinos a través de su subsidiaria Areva Blades. Areva Wind tiene sede en Bremerhaven (Alemania) y Areva Blades, por su parte, tiene sede en Stade (Alemania).

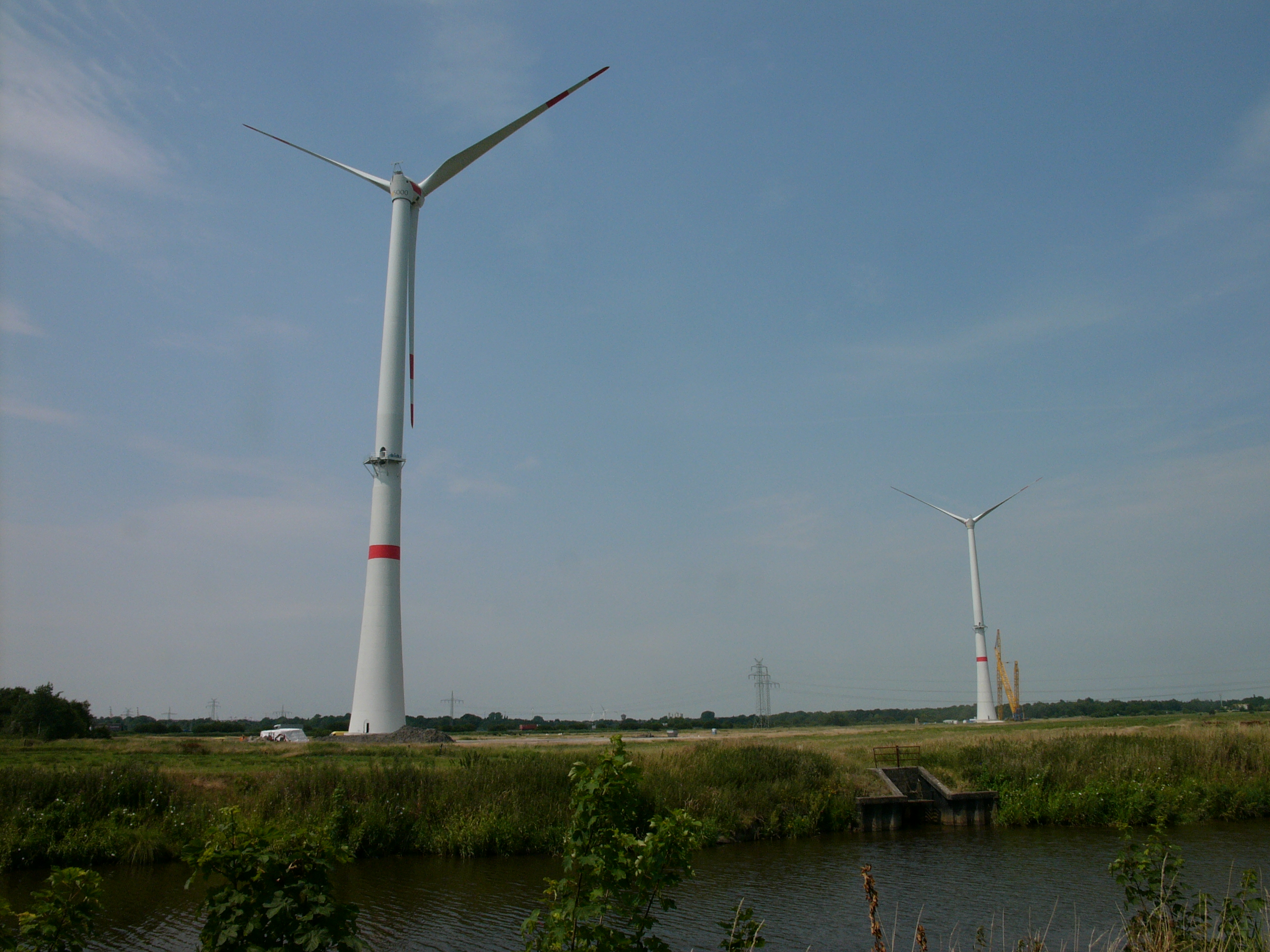
Aerogeneradores de la compañía Areva Wind en el proyecto Alpha Ventus en el Mar del Norte (Multibrid 3-4 hg)

Areva Wind produjo 6 de las 12 turbinas primeras del proyecto Alpha Ventus en la costa alemana y está produciendo turbinas para granjas de viento en el Mar del Norte. Areva afirma que es la segunda compañía de renovables y ha instalado más de 120 turbinas en las aguas europeas en 2013. La compañía trabaja en Reino Unido y Francia y ha declarado que planea desarrollar molinos de viento en las costas de América del Norte.

## Historia
En 2007, Areva adquiere un 51% de la compañía Multibrid GmbH, filial de Prokon Nord Energiesysteme, por un montante de €150 millones de euros. Multibrid era una compañía de diseño y fabricación de turbinas eólicas con sede en Alemania, que se especializa en aerogeneradores marinos de gran potencia. El grupo cerró en 2010 la adquisición del 49% restante del fabricante alemán. Se crea así Areva Wind, una filial 100% del grupo Areva.
La entidad también incluye una división de fabricación de aspas de rotor, Areva Blades, 100% subsidiaria de Areva, tras la adquisición de PN Rotor. Esta compañía fue adquirida por el grupo nuclear francés en 2009.
Desde enero de 2014, Areva está en conversaciones exclusivas con Gamesa para crear una empresa conjunta (50% Areva, Gamesa 50%) en el campo de la energía eólica en el mar.
En 2017, Siemens Gamesa anunció un plan de reestructuración para Adwen, que se completará en septiembre de 2020.

## Organización
Areva Wind es una de las cuatro unidades de Areva Renewables, grupo empresarial de renovables líder en Francia, aunque mantiene gran presencia en el norte de Alemania. Las cuatro unidades o áreas de Areva Renewables son: energía eólica marina, bioenergía, energía termosolar de concentración y almacenamiento de energía. Desde octubre de 2013, Jean Huby es el vicepresidente ejecutivo y Arnad Bellanger, director de Areva Wind.
Las turbinas del aerogenerador M5000 han sido diseñadas y fabricadas en Bremerhaven, sede que incluye la ingeniería, un banco de pruebas a plena potencia, el centro de monitoreo de las turbinas eólicas en alta mar, los equipos de diseño y el centro de información al cliente. Las aspas del aerogenerador M5000 se fabrican en Stade, cerca de Bremerhaven, por la filial Areva Blades. Ambas plantas están ubicadas cerca de los puertos de Bremerhaven y Hamburgo. El grupo también tiene oficinas en Edimburgo, Reino Unido. En Francia, Areva construirá dos fábricas de góndolas o barquillas y aspas en Le Havre, en el muelle Joannes Couvert.

## Tecnología
La turbina eólica Areva M5000 (M de “Multibrid”, que significa multimegavatios y diseño híbrido) es una de las primeras turbinas que se diseñó específicamente para las duras condiciones en alta mar. La turbina eólica fue diseñada por la empresa Aerodyn Energiesysteme GmbH. El primer prototipo de aerogenerador M5000 en Bremerhaven fue construido e instalado a finales de 2004.
El diseño de turbina tiene el premio de Diseño Bartsch 1999. En 2012, la turbina M5000-116 de Areva fue elegida turbina del año por la revista de la industria de la energía eólica entre las 10 turbinas de más de 3,6 MW. La turbina tiene fuerza para llevar electricidad a 5,000 hogares. Su sistema de paso híbrido y aspas ligeras fue diseñado para aumentar su fiabilidad. Pesa 815 toneladas métricas (incluyendo la torre) y la turbina de viento opera con velocidades de viento de hasta 3.5–25 m/s. Su altura es de 90 m (LAT), y el diámetro del rotor es 116 m. La turbina incluye un único sistema anticorrosión. Esta innovación tiene el premio de Inventor europeo 2008 de la Oficina de Patentes europea.
En diciembre de 2011, Areva Wind ha anunciado la ampliación de su plataforma M5000: la M5000-135, con un nuevo rotor de 135 metros. Sus cuchillas para alta mar tendrán 66 metros de largo, 10 metros más alto que el M5000-116. El área barrida por el M5000 supondrá un aumento del 35% respecto al modelo anterior. El nuevo diseño de la góndola está adaptado a los ambientes duros y ayuda a simplificar el mantenimiento y mejorar la salud y la seguridad.
En 2013, Areva Wind puso en marcha un nuevo aerogenerador 8 MW ofreciendo una mayor productividad a través de un rotor de 180 metros. Su mástil de 90 metros soporta la góndola, las palas del rotor 3 y 88 metros, para un peso total de 520 toneladas. El grupo proporcionará esta turbina de 8 MW para parques Dieppe-Le Tréport y las islas de Yeu y Noirmoutier en la segunda licitación francesa. Con esta tecnología se obtienen mejores parques, una reducción del 40% en el número de aerogeneradores y una mayor compatibilidad con las actividades de pesca. La turbina eólica 8 MW también tiene la ventaja de reducir el tiempo de construcción y optimizar el mantenimiento de parques eólicos.

## Proyectos

### Alpha Ventus
El primer prototipo fue instalado en 2004 y la turbina M5000 de 5 MW está en uso en planta desde 2007. Otras tres turbinas se iniciaron en 2008 para preparar toda la logística y fabricación en serie. En 2009 se inauguró el primer parque eólico alemán, llamado "Alpha Ventus", ubicado cerca de Bremerhaven, en el estado de Bremen. En el parque se instalaron en principio 6 turbinas M5000.
El parque Alpha Ventus está situado cerca la isla alemana de Borkum, en el Mar del Norte. La granja fue completada en septiembre de 2009 e incorpora 12 turbinas de viento con una producción total de 60 MW. Seis de aquellas turbinas son de Areva Wind, modelo M5000, y las restantes fueron fabricadas por REpower. La granja es propiedad de DOTI Syndicate, que integra E.on Proyectos de Energía GmbH, EWE AG, y Vattenfall Europa.

### Global Tech
En 2009, Areva Wind firmó un acuerdo con WetFeet Windenergy Marino GmbH para suministrar 80 turbinas M5000 para el parque eólico marino Global Tech 1 (400 MW). El acuerdo supone un total de más de 700 millones de dólares. La granja eólica Global Tech 1 está situado en el Mar del Norte, a 90 kilómetros de la costa alemana. La instalación de la primera turbina comenzó en 2013.

### Borkum West
Areva Wind estuvo seleccionado en 2010 para suministrar 40 turbinas M5000 de 200 MW para el proyecto Borkum West II de Trianel, la segunda fase del parque Alpha Ventus. Este proyecto está localizado en el Mar del Norte y cierra el parque Alpha Ventus. En febrero de 2014, Areva ha completado el 50% del parque con la instalación de 20 aerogeneradores M5000.

### Impulso del Gobierno francés
En mayo de 2011, Areva Wind firmó un acuerdo de sociedad con GDF Suez y Vinci para responder conjuntamente al llamamiento del presidente francés Nicolas Sarkozy. El gobierno francés planeó producir hasta 6,000 MW de energía eólica marina para 2020 y pretendía construir granjas a lo largo de la costa francesa. El acuerdo se aplicaría exclusivamente a tres de 5 parques eólicos marinos:  Dieppe -La Tréport, Courseulles-sur-Mer y Fécamp. Estas granjas de viento suministrarán energía a varios millones de personas con una duración media de 30 años.
En 2011, Areva también firmó un memorando de entendimiento con Iberdrola Renovables para desarrollar conjuntamente proyectos eólicos marinos en Francia. Como parte de este acuerdo, Areva será el proveedor exclusivo de turbinas de los parques eólicos desarrollados por Iberdrola Renovables. Los socios competirán para dos de las cinco zonas de costa del país en una primera fase. El gobierno adjudicó en abril de 2012 el parque de Saint-Brieuc (Costa Armórica, 500MW). Areva instalará 100 aerogeneradores de 5 MW cada uno, electricidad equivalente al consumo medio de una ciudad de 650.000 habitantes. En 2012, Iberdrola elige la tecnología Areva M5000 para equipar el parque eólico de Wikinger, en el Mar Báltico, a 35 kilómetros de la costa alemana. La construcción de este proyecto supondrá una producción de 400 MW para el año 2017.
En mayo de 2014, bajo el segundo anuncio de licitación francés, el consorcio formado por Areva ind y GDF SUEZ, EDP Renovables, Neoen Marine han sido seleccionadas por el gobierno francés para la instalación del parque eólico marino de Tréport (Alta Normandía, 500 MW) y las islas de Yeu y Noirmoutier (Pays de la Loire, 500 MW).

## Premios
La turbina Areva  M5000 fue la turbina del año 2012